# Dämonen 2
Dämonen 2, auch Dance of the Demons (Originaltitel: Dèmoni) ist ein italienischer Horrorfilm von Regisseur Lamberto Bava aus dem Jahr 1985 und entgegen dem deutschen Verleihtitel der erste Teil einer kleinen Filmreihe. Produziert wurde der Film von Dario Argento, der auch am Drehbuch beteiligt war; seine junge Tochter Fiore wirkte in einer kleinen Nebenrollen ebenfalls am Film mit.
Der Genrefilm, der lediglich auf Video verwertet wurde, fand im Gegensatz zu seiner Fortsetzung Dämonen nicht den Weg in die deutschen Kinos.

## Handlung
Im neu eröffneten Berliner Kinopalast Metropol findet eine besondere Vorpremiere für einen ominösen Horrorfilm statt. Aufgrund einer effektiven Werbekampagne ist die Filmvorführung gut besucht, was unter anderem auch an der hohen Anzahl an zuvor verteilten Freikarten liegt. Im Foyer des Gebäudes erregt eine markante Dekoration großes Aufsehen unter den Schaulustigen. Es handelt sich dabei um ein rotes Motorrad mit einem Samuraischwert und einer silbernen Maske, die sich die Prostituierte Rosemarie, die in Begleitung von zwei Freunden anreist, kurzerhand aufsetzt. Beim Absetzen verletzt sich Rosemarie leicht. Zu den vielen Premierengästen der Vorstellung zählen des Weiteren die zwei Schülerinnen Cheryl und Kathi, ein Blinder mit seiner deutlich jüngeren Frau, ein junges Pärchen und die zwei jungen Männer George und Ken, die die Plätze neben Cheryl und Kathi einnehmen.
Im Film entdecken vier Jugendliche das Grab des Nostradamus, welches neben einem Buch auch eine dämonische Maske enthält, an der sich ein Junge schneidet und sich nach einer Prophezeiung in einen blutrünstigen Dämon verwandelt, der alle seine Begleiter grausam tötet. Parallel zu den Geschehnissen auf der Leinwand beginnt Rosemaries Wunde wieder zu bluten, und sie geht auf die Damentoilette, wo sich die durch den Schnitt an der Maske Infizierte ebenfalls in einen Dämon verwandelt. Fortan greift sie auf der Suche nach Opfern die Zuschauer an und verletzt als erste ihre weibliche Begleiterin, die daraufhin ebenfalls zur blutgierigen Kreatur mutiert und ihrerseits weiteren Premierengästen nachstellt.
Die Anzahl dieser Ungetüme steigt so stetig, während die verbliebenen Überlebenden aus dem Kino zu fliehen versuchen, jedoch an den verbarrikadierten Ausgängen scheitern. Es gibt für sie daher keine Möglichkeit zur Flucht. Eine Sabotage der Filmvorführgeräte erweist sich als erfolglos, da trotz abrupter Beendigung der Ausstrahlung die Übergriffe mit unverminderter Brutalität und Kaltblütigkeit fortgesetzt werden. Die gejagten Gefangenen verbarrikadieren sich Schutz suchend in einem Trakt des Kinosaals, doch mit dem Erscheinen einer vierköpfigen, unter Drogeneinfluss stehenden Gruppe Punks, die sie als ihre Retter wähnen, lockern sie mit fatalen Folgen ihre sichere Barrikade. Es kommt zu einem wahren Blutbad.
Letztlich überleben lediglich Cheryl und George, die sich des im Eingangsbereich ausgestellten Samuraischwertes und des Motorrades bedienen und so den Attacken der Monster erfolgreich entziehen. Dabei metzelt George eine größere Anzahl der Wesen nieder, bis sie sich in einem Zweikampf einem Dämon mit einer silbernen Maske stellen, den sie in einem gemeinsamen Kraftakt schließlich bezwingen. Zuvor war ihnen die Flucht aus dem Lichtspielhaus geglückt. Am Ende des Films gerät das Paar in ein apokalyptisches Endzeitszenario, die gesamte Stadt ist bereits von den Dämonen unterwandert. In dieser Situation werden sie von einem Vater mit seinen zwei schießwütigen Kindern aufgefunden, der sie hilfsbereit auf seinem Weg westwärts in Richtung der ländlichen Gebiete mitnimmt. Auf eben jener Reise verwandelt sich die infizierte Cheryl in ein Ungetüm, das kurzerhand vom kleinen, noch minderjährigen Sohn des Retters erschossen wird. George setzt seine Reise anschließend mit dem Trio fort.

## Berliner Drehorte

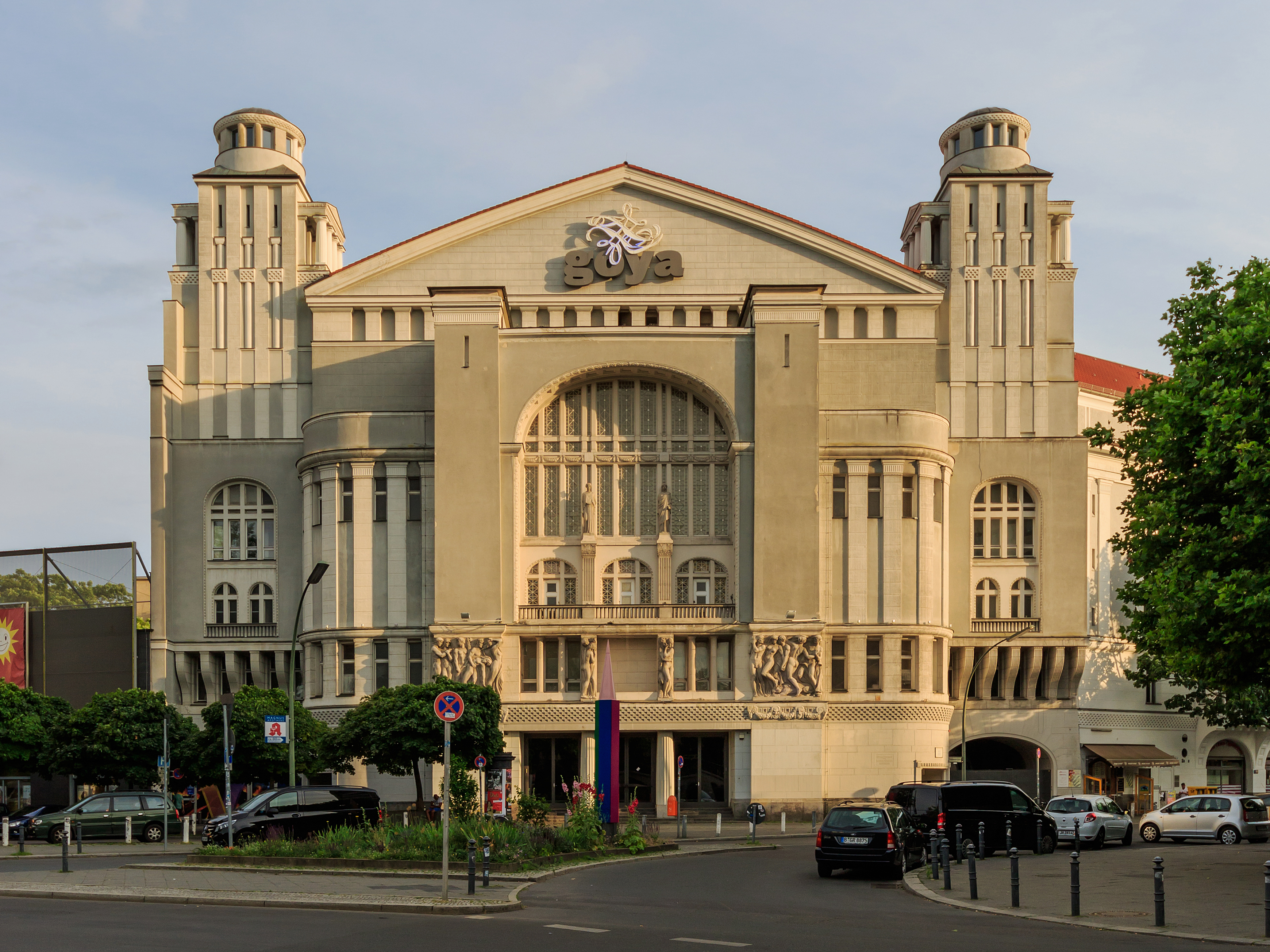
Das Neue Schauspielhaus

Für die Außenaufnahmen des Kino Metropol diente das Neue Schauspielhaus am Nollendorfplatz. Zum Zeitpunkt der Dreharbeiten war das – bis 1977 tatsächlich als Kino Metropol bekannte – Gebäude schon seit geraumer Zeit kein Kino mehr, sondern wurde als Diskothek bewirtschaftet. Es ist daher sehr unwahrscheinlich, dass auch die Innenaufnahmen hier entstanden.
Der Film beginnt mit einer U-Bahnfahrt über Tage durch Kreuzberg, die am U-Bahnhof Heidelberger Platz endet. Eine spätere Szene spielt am U-Bahnhof Wittenbergplatz. Zu sehen sind ferner einige Impressionen vom Nachtleben auf dem Kurfürstendamm.

## Veröffentlichung
Am 30. April 2012 veröffentlichte Arrow Films den Film auf Blu-ray zusammen mit dem Nachfolger Dämonen und dem Comic-Buch „Demons 3“ von Stefan Hutchinson. Zudem ist er zusammen mit Dämonen Teil des Grimm Up North am 29. März 2012 in Manchester.
Im März 2021 erschien der bis dahin seit 1988 deutschlandweit beschlagnahmte und nur gekürzt erhältliche Film in voller Länge bei Netflix, war aber bereits nach wenigen Tagen nicht mehr verfügbar. Im August 2023 wurden Indizierung und Beschlagnahmung aufgehoben.

## Kritiken
„Vom Videoanbieter als Fortsetzung des Films "Dämonen" angekündigt, handelt es sich hier in Wahrheit um den ersten der beiden Horrorfilme mit diesem Titel. Die bizarre Geschichte müht sich um die Konfrontation verschiedener "Realitäts"-Ebenen, was dem auf einige Ekeleffekte setzenden Film jedoch nur kurzzeitig gelingt.“